# Рударка
Рударка е река в България. Тя е с дължина 17 km. Води началото си от планина Ржана при с. Радотина.
Името си носи вероятно от руда. Басейнът на реката, образуван от нейните притоци Бабина Размътица, Тулеш, Рашковска, Новаченска и др. Подхранва се предимно от снеговалежи. Водите ѝ имат голямо значение за селата Радотина, Гурково и Новачене. Най-важният ѝ приток е р. Новаченка, която извира от местността Предела и Равна и е дълга около 7 km. След този приток се извива през с. Новачене още около 500 – 600 m и след още 2 – 2,5 km североизточно от селото се влива в р. Бебреш.
При обилни валежи прелива от коритото си, влачейки добитък и дървета, поради което местните я наричат и „Лударка“. През 1970 г. след пороен дъжд в края на лятото, нивото ѝ се покачваа с над 3 m височина	и залива центъра на с. Новачене, наводнява дворове, къщи и мазета.
Стопанското ѝ значение е свързано с използване като водоизточник за напояване на селскостопански животни, а в миналото за добив на пясък и баластра, както и напояване на зеленчукови и ягодови гради, които не съществуват вече.